# Complesso delle Oblate
Il complesso delle Oblate è un edificio storico, già monastero, del centro storico di Firenze, situato tra via dell'Oriuolo 24-26 e via Sant'Egidio. Oggi vi hanno sede alcune istituzioni, in particolare la Biblioteca comunale delle Oblate.
Il complesso appare nell'elenco redatto nel 1901 dalla Direzione Generale delle Antichità e Belle Arti, quale edificio monumentale da considerare patrimonio artistico nazionale.

## Storia e descrizione

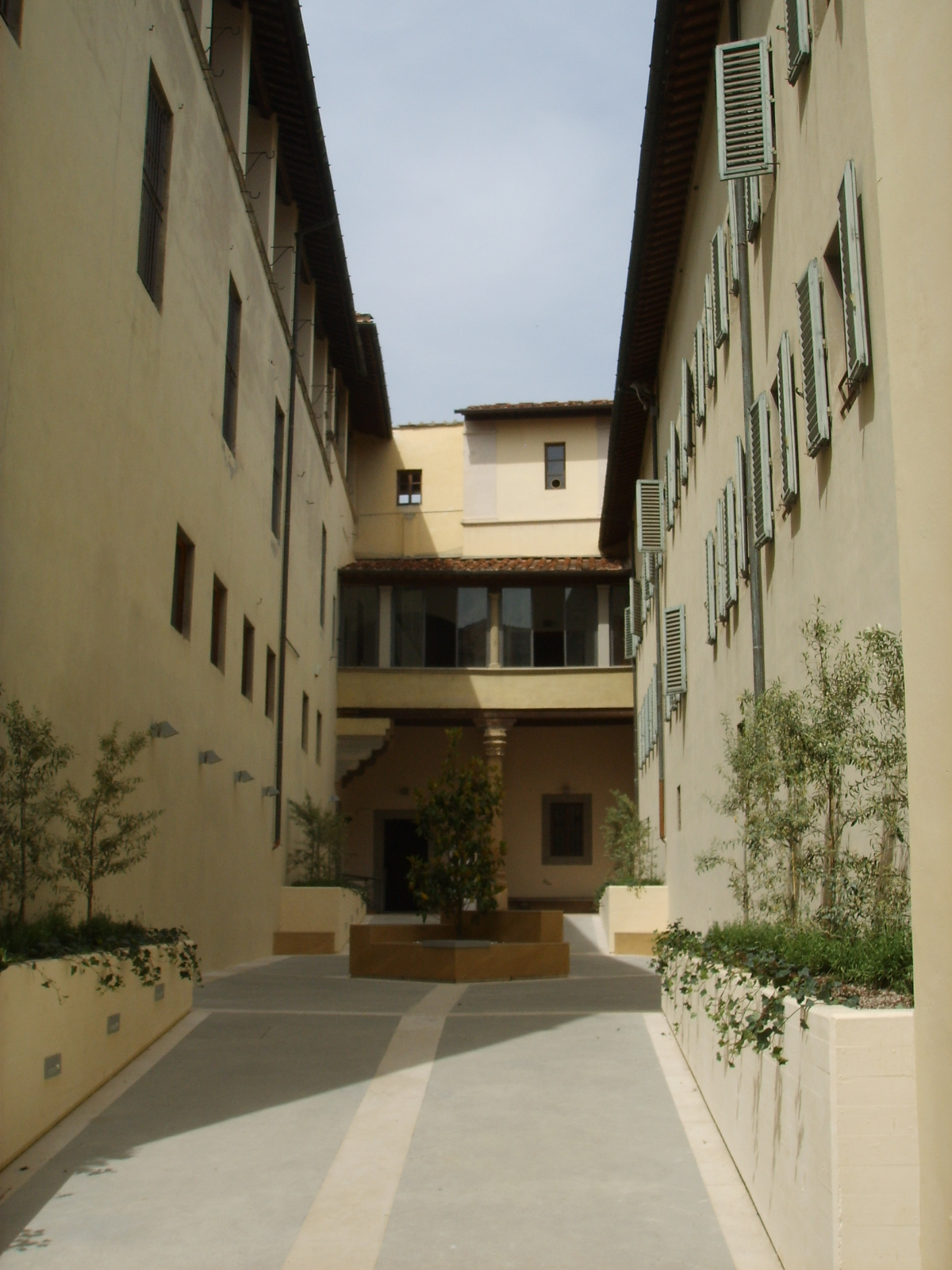
Cortile aperto su via dell'Oriuolo

Qui era il nucleo primitivo dell'antistante ospedale di Santa Maria Nuova, fondato nel 1288 da Folco Portinari, su consiglio della nutrice di casa Monna Tessa, la quale istituì anche la comunità delle religiose infermiere oblate. Questo primo nucleo, costruito tra il 1285 e il 1288, aveva una chiesa - tuttora esistente nell'edificio dell'Archivio notarile - dedicata a "Santa Maria". Quando nei primi decenni del Trecento fu costruito un nuovo reparto per gli uomini sul lato opposto della piazza fu chiamato di "Santa Maria Nuova", e questo lato divenne il reparto femminile.
Sempre attorno a quegli anni, lo spedalingo Benedetto da Montebonello aveva peraltro provveduto a costruire qui ulteriori ambienti conventuali destinati al alcune pie donne che, sotto il nome di Oblate, provvedevano all'assistenza delle donne inferme, come agli ugualmente fondamentali servizi di preparazione del cibo, tessitura e lavaggio della biancheria e simili per l'intero complesso. Nell'orto annesso erano le fornaci e l'officina dove Lorenzo Ghiberti, nel secolo XV, aveva gettato le porte di bronzo di San Giovanni, e in alcune stanze annesse abitava il celebre pittore Pietro Perugino nell'anno 1498. 
Per consentire più agevoli spostamenti tra le due strutture fu aperto nel dicembre del 1625 un passaggio sotterraneo. A partire dal 1936, anno nel quale le Oblate si trasferirono a Careggi (convento delle Oblate Ospitaliere Francescane di Monna Tessa), gli ambienti furono variamente destinati ad usi culturali, previ importanti lavori di ristrutturazione in particolare databili al 1938-1941. Trovarono così qui sede nel corso del tempo il Museo del Risorgimento, la Mostra permanente di Ottone Rosai, il Museo topografico Firenze com'era (da un primo nucleo già costituito nel 1908, chiuso nel 2010), l'Archivio storico comunale (dal 1976 a Palazzo Bastogi) e, ancora presenti nella struttura, il Museo e Istituto fiorentino di Preistoria (1946), l'Istituto italiano di preistoria e protostoria (1956), l'Accademia toscana di scienze e lettere La Colombaria, l'Archivio notarile e la Biblioteca Comunale Centrale. 

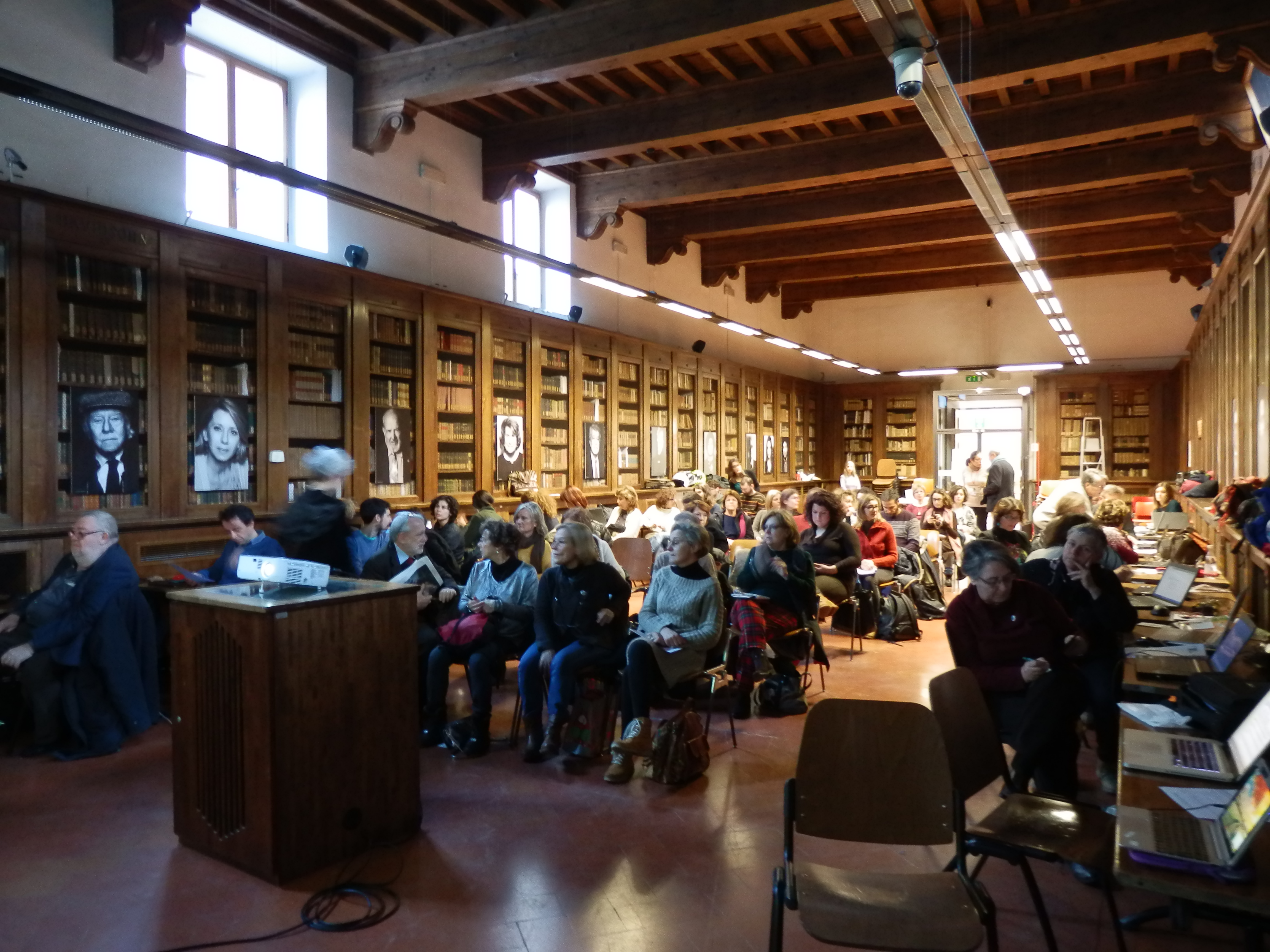
Una sala della biblioteca, già sala lettura della Biblioteca comunale centrale

Dopo gli interventi di restauro del 1953, del 1961 e del 1970-1972, tra il 2002 e il 2003 fu finanziato dal Comune di Firenze e dalla Regione Toscana un progetto per il recupero di buona parte del complesso, al fine di accrescere gli spazi della Biblioteca Comunale Centrale rendendola anche centro cultura dinamico, con spazi ricreativi e di incontro. Terminati i lavori nel 2005 (progetto e direzione lavori dell'architetto Marco Baldini con la collaborazione di Giuseppe Cini, Daniele Gualandi e Claudio Trimarco) e aperta al pubblico nel 2007, la nuova biblioteca delle Oblate si presenta con uno sviluppo su tre piani per oltre tremila metri quadrati, e offre sale allestite a scaffale aperto, postazioni informatizzate, spazi per bambini e famiglie, caffetteria e altro, che vivono parallelamente a nutriti calendari di eventi. In particolare, all'ultimo piano, dove erano gli antichi stenditoi, è ora una caffetteria che, oltre a diventare durante l'estate spazio di lettura all'aperto, offre una straordinaria e fino a pochi anni fa inedita veduta della parte absidale della cattedrale e della sua cupola, con in primo piano il camminamento di Baccio d'Agnolo. A partire dal 2011 si datano ulteriori lavori sostenuti dall'Ente Cassa di Risparmio sempre finalizzati al recupero di ulteriori ambienti e in particolare alla realizzazione dell'emeroteca intotala alla scrittrice Joyce Lussu. 
Nel chiostro e sotto i loggiati sono esposte varie opere di artisti del Novecento di proprietà del Comune di Firenze, donate nel periodo successivo all'alluvione di Firenze quale contributo alle gravi perdite subite dal patrimonio artistico della città (riallestite a cura di Laura Lucchesi e Cristina Poggi). 
Sul muro che prospetta via dell'Oriuolo è un tabernacolo con l'edicola costituita da una mensola e da un'ampia cornice centinata definita dal susseguirsi di bugne a diamante: all'interno è un dipinto su tavola della seconda metà del Cinquecento ampiamente integrato verso la fine dell'Ottocento, periodo nel quale il tabernacolo venne rimosso dalla sua originaria collocazione in piazza degli Strozzi. Depositato a lungo presso il museo Firenze com'era, per interessamento del Comitato per l'Estetica Cittadina fu recuperato e qui collocato nel 1953 (nel 2007 la Compagnia de' Semplici ne ha promosso il restauro, eseguito dalla ditta R.A.M.). 

### Le sculture

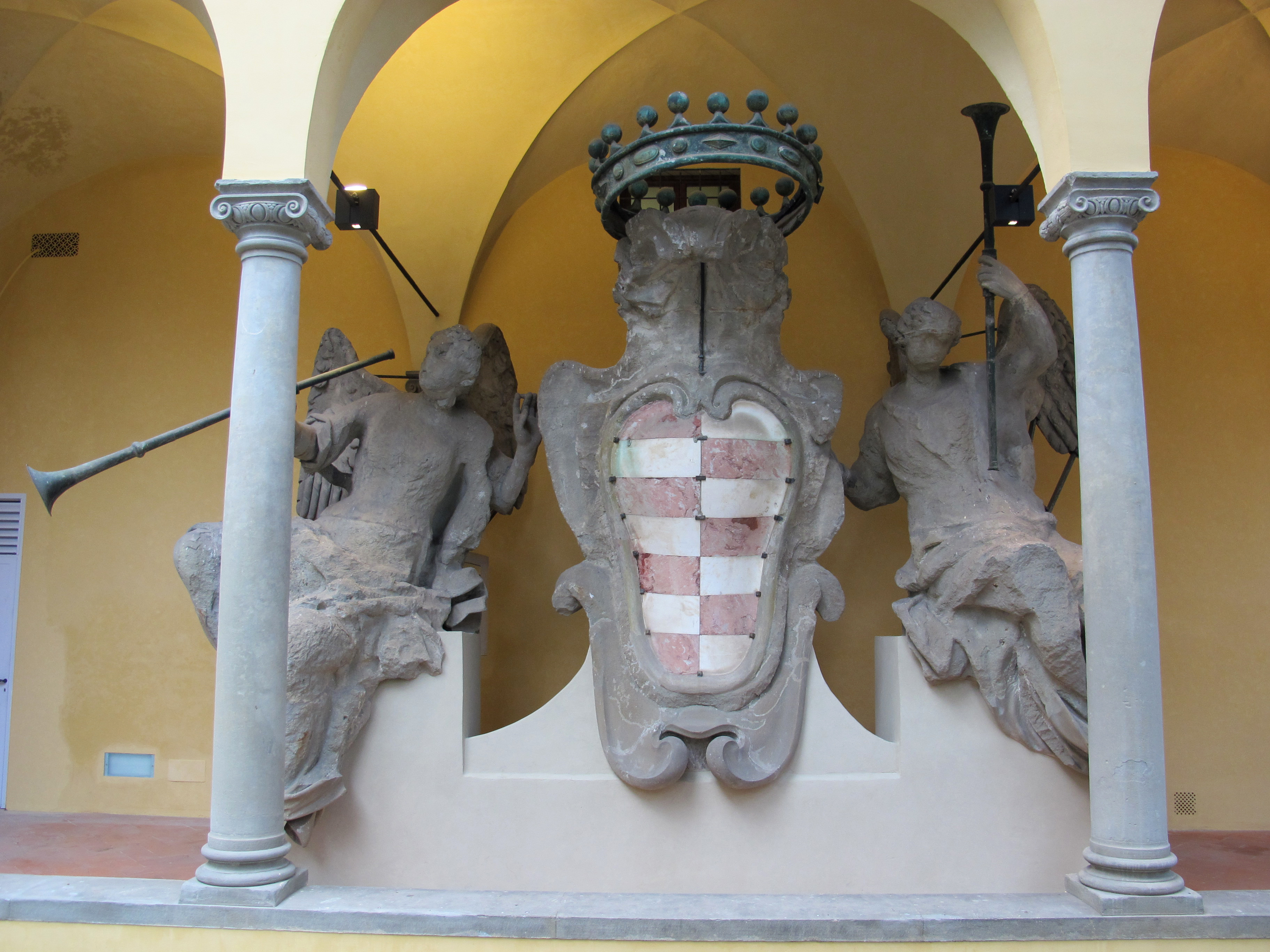
Grande stemma Serragli tra personificazioni della Fama

- Due Fame che sorreggono lo stemma dei Serragli (1775) di Pompilio Ticciati, pietra serena e marmi, proviene dalla sommità della facciata del complesso di San Firenze, dove oggi si trova una copia
- Barbara Hutton (1937) di Antonio Berti, bronzo
- Ritmo eroico (1954) di Berto Lardera, lamina di ferro e di ottone verniciata
- Abbondanza (1956) di Mario Moschi, pietra serena, dalla colonna dell'Abbondanza
- Colonna di San Giovanni Battista (1957) di Arnaldo Miniati, maiolica, pietra serena e pietraforte
- Uccello (1960) di Lorenzo Guerrini, pietra di Monte Compatri
- Uomo croce verticale (1960) di Lorenzo Guerrini, pietra di Monte Compatri
- Torso (1961) di Giuseppe Marzullo, pietra tufacea
- Figura aperta (1961) di Lorenzo Guerrini, pietra di Monte Compatri
- Torso a tre elementi (1962) di Lorenzo Guerrini, pietra di Monte Compatri
- Il pastore dell'essere (1963) di Alberto Viani, marmo
- Slancio animale (1963-1964) di Lorenzo Guerrini, pietra di Monte Compatri
- Maternità (1964) di Antonietta Raphael Mafai, bronzo
- Figura (1965) di Giuliano Vangi, pietra
- Scultura n. 4-65 (1965) di Marcello Guasti, bronzo, legno e alluminio
- Omaggio a Firenze (1986) di Mikel Angel Lertxundi, legno, pietra, ferro

## Note

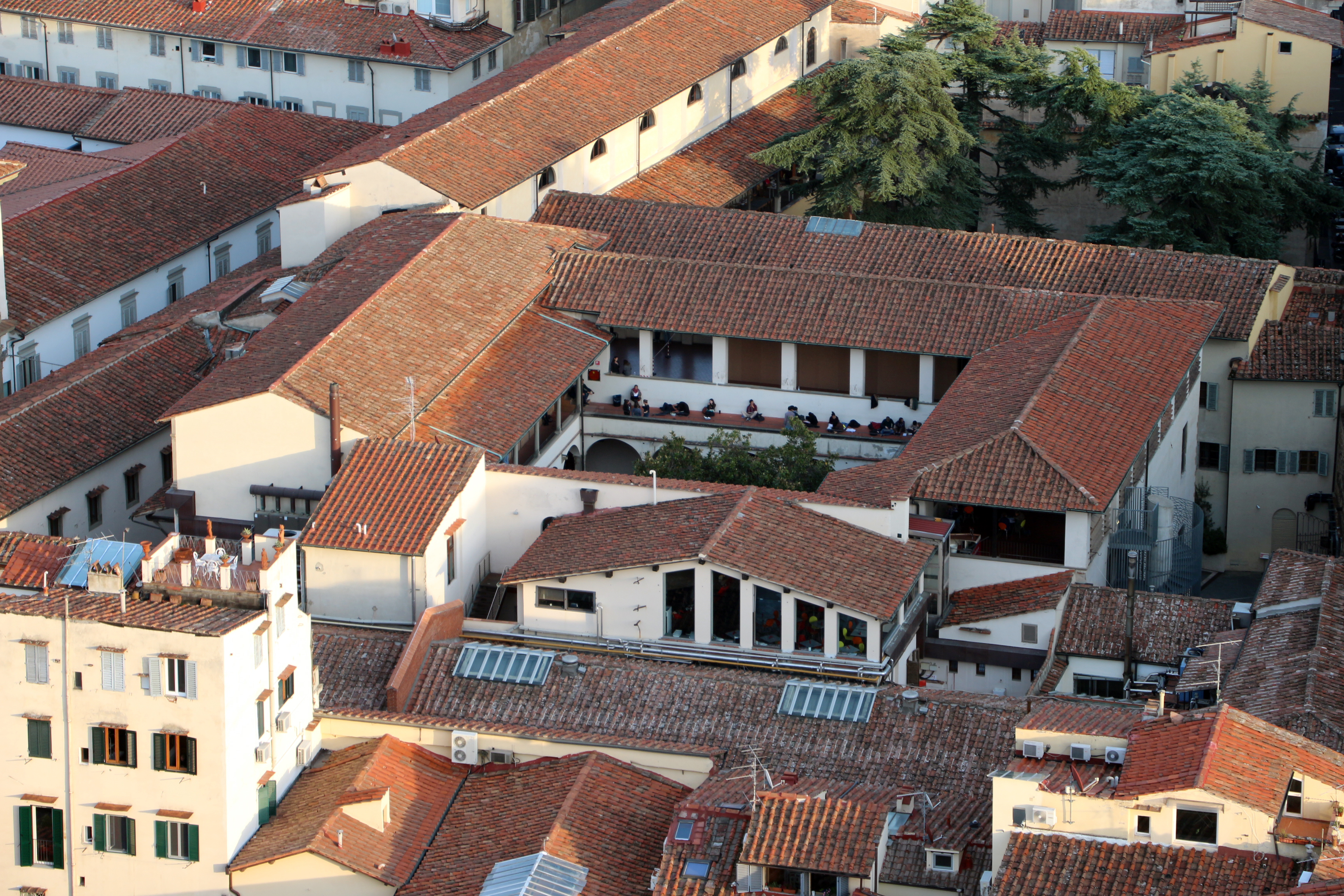
Il complesso delle Oblate visto dal Duomo di Firenze

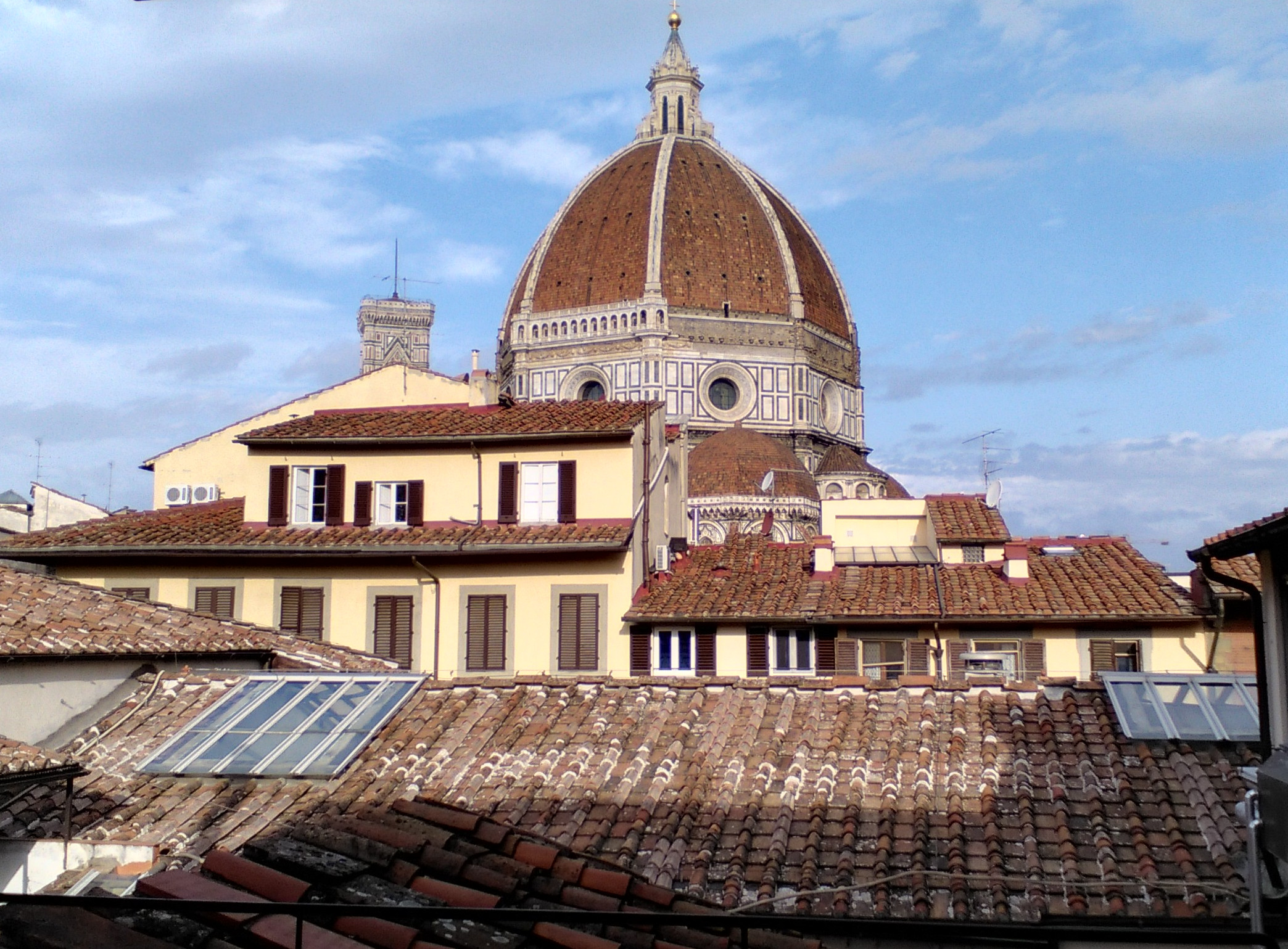
Vista del Duomo di Firenze dallo stenditoio delle Oblate